# Doreen Wilber
Doreen Wilber (Rutland (Iowa), 8 januari 1930 – aldaar, 19 oktober 2008) was een Amerikaanse boogschutter.
Wilber werd tweede op de wereldkampioenschappen boogschieten outdoor in 1969 en 1971. 
In 1972 werd het onderdeel boogschieten weer ingevoerd op de Olympische Spelen. Wilber behaalde in München de eerste plaats bij de vrouwen. Haar landgenoot John Williams won de gouden medaille bij de mannen.